# 唐进薹草
唐进薹草（学名：Carex tangianaa）是莎草科薹草属的植物。分布于中国大陆的华北地区等地，生长于海拔500米至1,000米的地区，常生于沟边、山谷及路旁的潮湿处，目前尚未由人工引种栽培。